# Kai Winding
Kai Winding (Aarhus, 1922. május 18. – Yonkers, 1983. május 6.) dániai születésű amerikai harsonás.

## Pályafutása
Kai Winding családja 1934-ben telepedett le az Amerikai Egyesült Államokban. Zenei karrierje 1940-ben indult el, amikor Sonny Dunhammel és Alvino Rey-el (1941) játszott.
Shorty Allen, Benny Goodman (1945-46), Stan Kenton (1946-47), Charlie Ventura (1947-48) és Tadd Dameron (1948-49) együtteseiben való részvétele után Buddy Stewarttal egy combot szervezett. Részt vett Miles Davis Birth of the Cool című lemeze felvételein, majd Gerry Mulligannel dolgozott.
Rádiós és televíziós munkái mellett 1954-1956 között J. J. Johnsonnal dolgozott. Később stúdiózenész volt New Yorkban. Ez idő alatt már egy fúvós együttesben foglalkozott az elektronikus eszközök használatával.
1962-ben Winding Hugh Hefner Playboy Clubs zenei igazgatója lett.
Az 1970-es évek elején két turnén vett részt a Giants of Jazz-szel (Dizzy Gillespie, Sonny Stitt, Thelonious Monk, Al McKibbon és Art Blakey). Az 1970-es évek végén megalakította a Trombone Summit együttest, akikkel 1980-ban lemezfelvételeket készített a német MPS kiadónál.
Winding volt az egyik első harsonás volt, aki sikerrel játszott a bebop-ot, de nem tagadta meg soha a swinget sem.
Agydaganat szövődményeibe halt bele.

## Albumok
- Loaded (1945)
- Kai Winding All Stars (1949–1952])
- Arrangements by Gerry Mulligan (1951)
- Brass Fever (1956)
- Trombone Panorama (1956)
- The Trombone Sound (1956)
- The Axidentals with the Kai Winding Trombones (1958)
- The Swingin' States (1958)
- Dance to the City Beat (1959)
- The Incredible Kai Winding Trombones (1960)
- Kai Olé (1961)
- Brand New Swinging Together Again (1961)
- Suspense Themes in Jazz (1962)
- The Great Kai Winding Sound (1962)
- Soul Surfin' (1963) featuring Kenny Burrell – also released as !!!More!!!
- Solo (1963)
- Kai Winding (1963)
- That's Where It Is (1963)
- Mondo Cane No. 2 (1964)
- Modern Country (1965)
- Rainy Day (1965)
- The In Instrumentals (1965)
- Dirty Dog (1966)
- More Brass (1966)
- Penny Lane & Time (1967)
- Danish Blue (1974)
- Caravan (1977)
- Jazz Showcase (1977)
- Lionel Hampton Presents Kai Winding (1977)
- Duo Bones (1979) with Dino Piana
- Giant Bones '80 (1980) with Curtis Fuller
- Bone Appétit (1980) with Curtis Fuller
- Trombone Summit (1981) with Albert Mangelsdorff, Bill Watrous, Jiggs Whigham
- In Cleveland 1957 (1994)

## Filmek
- Kai Winding az IMDb-n

A Mondo Cane (Kutyavilág) című olasz dokumentumfilm zenei témája (Winding alkotása) 1963-ban a Billboard Hot 100 nyolcadik helyén szerepelt. A film nemzetközi kasszasiker volt. A film fő témája − a „More” − Grammy-díjat kapott, továbbá Oscar-díjra is jelölték a legjobb eredeti dal kategóriában. Frank Sinatra, Andy Williams és Roy Orbison is előadta.